# Daniel Colliard
Pour les articles homonymes, voir Colliard.
Daniel Colliard, né le 14 août 1930 à Dieppe et mort le 2 janvier 2022 au Havre, est un homme politique français. Membre du Parti communiste français, il est conseiller général de la Seine-Maritime, député et maire du Havre.

## Biographie
Daniel Colliard est issu d'une famille nombreuse, ouvrière et catholique, qui vient habiter au Havre en 1938. Pendant sa scolarité, il est membre de la Jeunesse étudiante chrétienne (JEC).
Cimentier-boiseur de formation, il est employé par le ministère de la Reconstruction au Havre dans les années 1950.
Il adhère en 1952 à la Confédération générale du travail (CGT) et au Mouvement de la paix. Il participe ainsi aux grèves de 1953. Il rejoint le Parti communiste français (PCF) en 1955 et prend des responsabilités à l'échelon fédéral.
Élu conseiller municipal du Havre en 1956, il devient adjoint au maire auprès de René Cance, puis premier adjoint d'André Duroméa qu'il remplace à la démission de celui-ci en 1994.
Il est député de la huitième circonscription de la Seine-Maritime du 28 mars 1993 au 21 avril 1997, vice-président de l'Assemblée nationale de 1996 à 1997.
Il est conseiller général de Seine-Maritime de 1976 à 1982, et conseiller régional de Haute-Normandie, de 1974 à 1977 puis de 1986 à 1993.
Marié, il est père de trois enfants.
Il meurt au Havre le 2 janvier 2022, à l'âge de 91 ans,,.

## Postérité
Au Havre, une passerelle pour relier les deux rives du bassin Paul Vatine porte son nom depuis octobre 2023.

## Synthèse des mandats et fonctions

### Mandats locaux
- Adjoint au maire du Havre (1956-1971)
- Premier adjoint au maire (1971-1994)
- Maire (1994-1995)
- Conseiller municipal d'opposition (1995-2001)
- Conseiller régional de Haute-Normandie (1974-1977 et 1986-1993)
- Conseiller général de la Seine-Maritime, élu dans le canton du Havre-5 (1976-1982)

### Mandat national
- Député de la 8e circonscription de la Seine-Maritime (1993-1997) 
  - Vice-président de l'Assemblée nationale (1996-1997)

### Au sein du Parti communiste français
- Secrétaire de la section du Havre
- Secrétaire de la fédération de Seine-Maritime